# Eissportbahn
De Eissportbahn is een ijsbaan in Frankfurt-Bornheim in de Duitse deelstaat Hessen. De ijsbaan is geopend in 1981 en ligt op 98 meter boven zeeniveau. De 400m openlucht-kunstijsbaan maakt deel uit van het complex van de Eissporthalle Frankfurt. De Eissporthalle Frankfurt bestaat naast de 400m baan uit een ijshockeyveld (ca. 1800m2), een kleine ijshal (675m2).